# Supercell
Supercell je finska tvrtka koja se bavi razvojem mobilnih videoigara. Osnovana je 14. svibnja 2010. godine.
Nakon prve objavljene browserske igre Gunshine.net 2011. godine, Supercell nastavlja s razvojem igara za mobilne uređaje, a od kojih su najpopularnije Brawl Stars, Clash Royale i Clash of Clans.
Tvrtku je 2016. godine kupio kineski konglomerat Tencent koji je u vlasništu 81,4% Supercella čija je vrijednost 8,4 milijardi eura.

## Povijest
Osnivači Mikko Kodisoja i Ikka Paananen bili su prethodno zaposlenici tvrtke za razvoj računalnih igara Sumea.

## Vanjske poveznice
- Službena stranica